# Kolozsmonostori apátság
A kolozsmonostori apátság a gyulafehérvári püspökség mellett a katolikus egyház egyik legkorábbi és legjelentősebb intézménye volt Erdélyben. A középkori erdélyi művelődéstörténet szempontjából is kiemelt jelentőségű az apátsági hiteleshely iratanyagának dokumentációs értéke miatt. Az apátság épületei közül fennmaradt templom ma Kolozsvár egyik műemléke, egyben a Kolozsvár-monostori Fájdalmas Szűzanya plébánia temploma. A romániai műemlékek jegyzékében a CJ-II-m-A-07396 sorszámon szerepel.

## Elhelyezkedése
Kolozsmonostor a várossal határos település volt, majd a városi tanács 1894-ben hozott rendelete 1895. január 1-jei hatállyal Kolozsvárhoz csatolta; ma a város nyugati részén helyezkedik el. Az apátság maradványai a Nagyváradra vezető út mentén jobboldalt, a kora középkori földvár védőgyűrűjének belsejében találhatóak. Az építmény panelházaktól körülvéve, egy 1987–88-ban épített felüljáró melletti magaslaton áll.

## Története

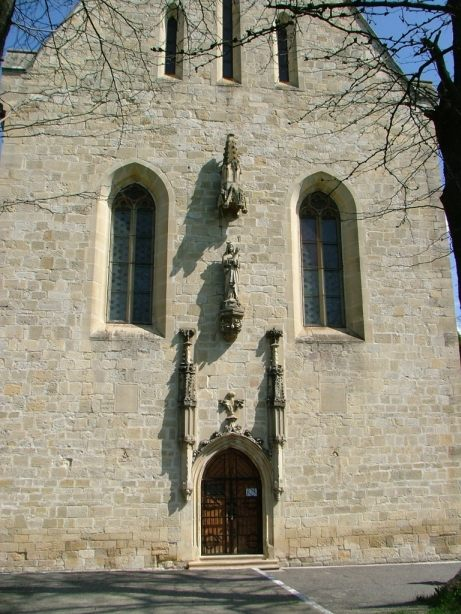
A bejárat

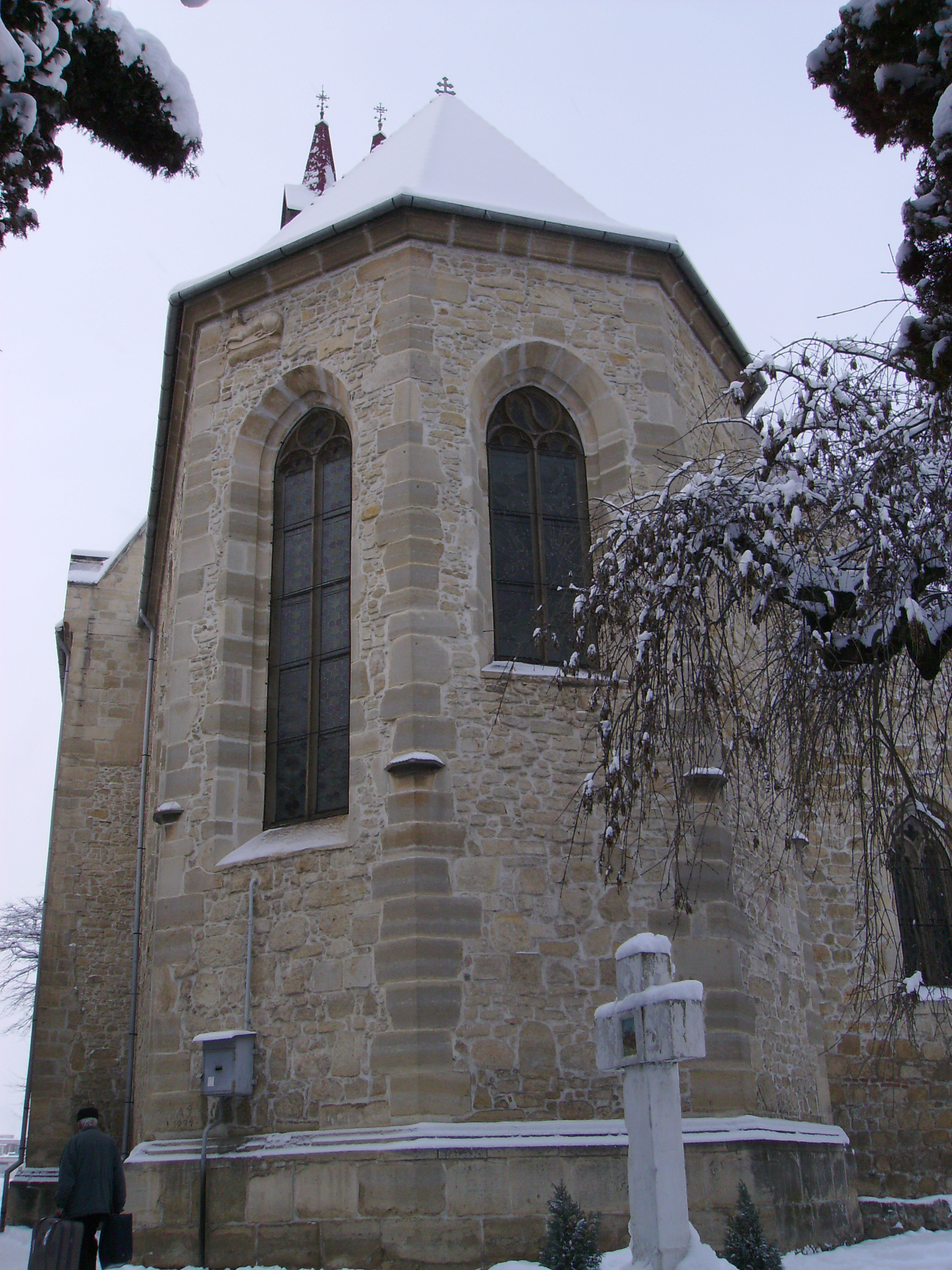
A szentély

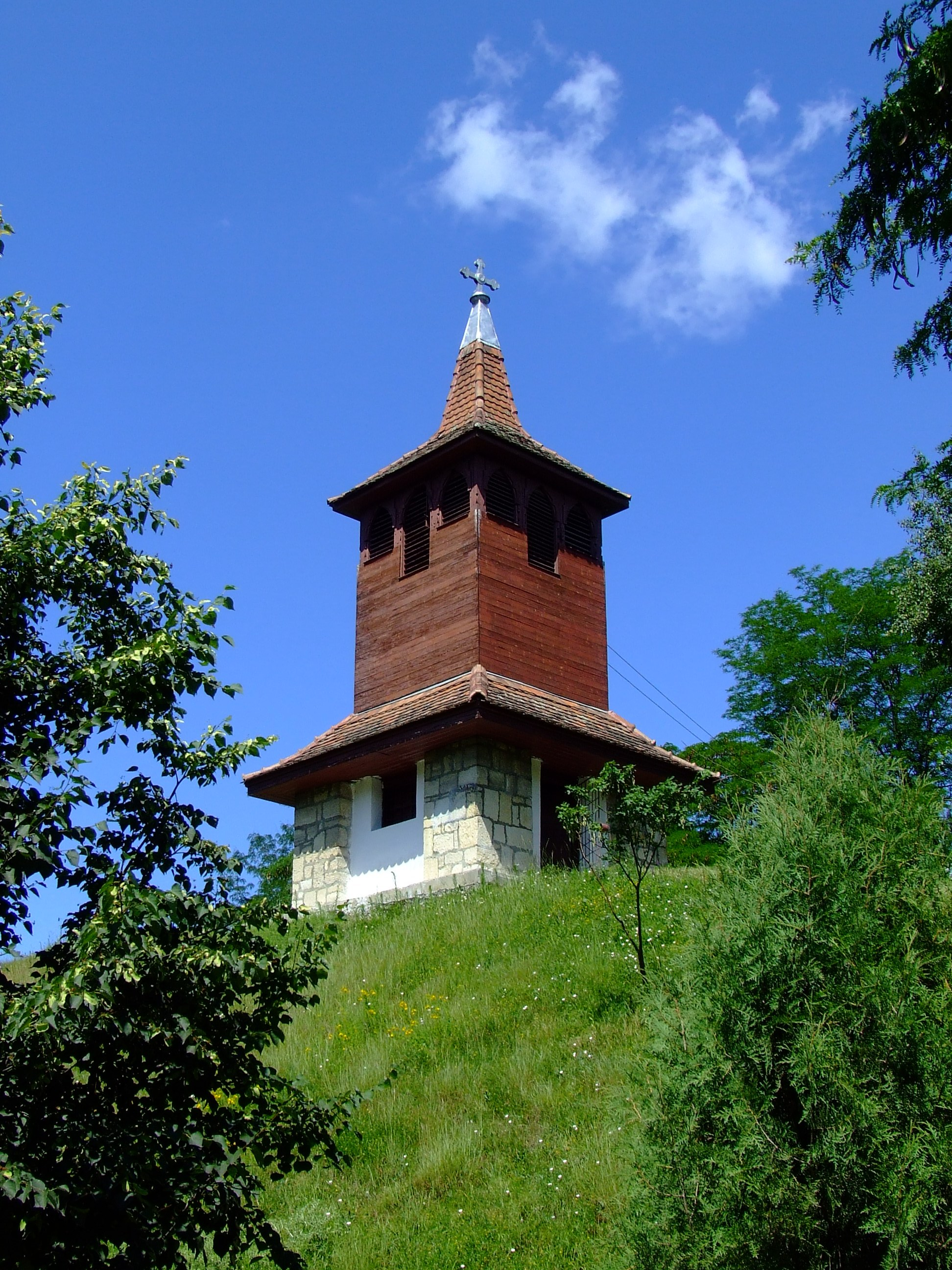
A Kós Károly által tervezett harangláb

Az eredeti Benedek-rendi apátságot a régészeti leletek és az okiratok tanúsága szerint legkorábban I. Béla korában (1061–1063), legkésőbb I. László uralkodása alatt (1077–1095) alapították Boldogságos Szűz Mária tiszteletére. Alapítójának sokáig I. Bélát tartották egy 1263-as oklevél alapján, de utóbb ez a dokumentum hamisítványnak bizonyult; Kelemen Lajos szerint ugyanaz a várispán alapította, aki Kolozsvár városát is. A kolostor nem az erdélyi püspöknek, hanem közvetlenül az esztergomi érseknek volt alárendelve, ami többször is fegyveres támadásokhoz vezetett a kolostor ellen, mert az erdélyi püspökök próbálták hatáskörüket az apátságra is kiterjeszteni. Az apátság területén 1970 óta folytatott régészeti ásatások során mindössze annyit sikerült megállapítani, hogy a bencések legkorábbi épületei a 11. század második feléből származnak. A bencés apátsághoz virágzó gazdaság tartozott: szántóföldek, gyümölcsöskert, veteményeskert, virágoskert, szőlő és vízimalom.
Adorján püspök (1187–1202) után Vilmos püspök (1204–1221) is fegyvereseket küldött az apátság ellen, akik feldúlták a rendházat és a templomot, az apátot elfogták, a pápai okleveleket elégették, a királyi privilégiumokat igazoló okiratokat a Szamosba dobták. Ezek miatt III. Honoriusz pápa 1222-ben vizsgálatot rendelt el. II. András kérésére a pápa 1225-ben mitra és gyűrű viselését engedélyezte a kolozsmonostori apátnak. A tatárjáráskor a templom elpusztult, majd a 13. század második felében újra felépítették. Ebből a korból csak a szentély maradt meg. A hatásköri harcok a tatárjárás után megszűntek; a püspök ugyan saját birtokaival vette körül az apátságot, de el kellett ismernie, hogy az apát csak az esztergomi érseknek illetve a pápának veti alá magát.
1288 körül az apátság hiteleshelyi jogot kapott; első ismert oklevele 1308-ból való, közvetett források alapján azonban feltételezhető, hogy működését már korábban elkezdte. Kezdetben az oklevelek kiadása alkalomszerűen történt; az apátságot 1338-tól vezető János apát volt az, aki szervezett alapokra helyezte a hiteleshely tevékenységét.
1362-ben a kolozsvári polgárok közül néhányan összetűzésbe kerülve a szomszédos Szucság egyik nemesével, Chuey fia Pállal, megostromolták a kolozsmonostori apátságot, és odamenekült ellenfelüknek fejét vették. Az eset feltételezhetően az apátság zavaros ingatlanügyei miatt robbant ki; nem sokkal később pedig Ottó apát és István deák, az apátság jegyzője több oklevelet hamisítottak a kolostor birtokainak visszaszerzésére. Ottó apát eltűnt, István deákot pedig 1383-ban okirathamisítás miatt máglyahalálra ítélték, a hiteleshely működését felfüggesztették, a hamisításoknál használt pecsétet összetörték. A hiteleshely a következő évben új pecséttel újból működni kezdett, de a közbizalom nehezen állt helyre, annak ellenére, hogy Mária királynő 1384. február 14-én megerősítette az apátság bíráskodási jogát és Kolozsvártól való függetlenségét, és májusban engedélyezte számukra új közhitelű pecsétnyomó készíttetését.
Antal apát (1424–1451) nagy tekintélyt szerzett a kolostornak, elkészíttette a 42 kötetet tartalmazó könyvtár és a levéltár leltárát (1427), és átszervezte a hiteleshelyet. Az apátság birtokainak védelmére illetve visszaszerzésére számos pert indított, többek között Lépes György erdélyi püspök, a pelsőci Bebek család, Csáki László erdélyi vajda, Nádasdi Salamon fia Mihály volt székely ispán ellen. Állandó vitában állt Kolozsvár városával is, egyrészt a határos területek tulajdonjoga, másrészt a kolozsvári polgárok által a monostori szőlők után fizetendő hegyvám miatt. Antal apát neve megtalálható a szentély napórájának feliratán. 1437-ben, a Budai Nagy Antal vezette felkelés során a kolostort kirabolták, jegyzőjét, Balázs deák magistert megölték. Antal apát után az apátságot többnyire az uralkodó által kinevezett gubernátorok vagy kommendátorok irányították, akiknek a jogállása azonos volt az apátokéval, de nem voltak a rend tagjai.
Hunyadi Mátyás alatt Pécsváradi Péter apát 1465-ben engedély nélkül megerősítette az apátságot; az erődítményt Mátyás 1466-ban lebontatta. Feltehetőleg ebből az időből származik az a kör alaprajzú torony, amelynek az alapfalait a földvár északnyugati sarkában tártak fel. 1492-ben a templomot falfreskókkal és színes ablakokkal díszítették. 1556. április 26-án a kolozsvári országgyűlés az egyházi javak lefoglalásáról rendelkezett, ezzel a kolostor működése megszűnt. (A hiteleshely jegyzőkönyvében az utolsó bejegyzés dátuma 1556. június 30.) 1557-től az apátság levéltárát a sekrestyében őrizték, és a kolozsvári bíró felügyelete alá helyezték. 1575-től a hiteleshely feladatait világi alapokon szervezték át, és a levéltárat a városba szállították.
1579-ben Báthory István adományaként a jezsuiták birtokába került, Kolozsmonostor, Bács, Jegenye, Tiburc, Kajántó és Bogártelke falvakkal együtt. Az épületet 1596-ban villámcsapás érte, fedele leégett. Mária Krisztierna fejedelemasszony ugyan rendelkezett a helyreállításról, de a templom 1614-ben még mindig romos állapotban volt, csak 1620–1622 körül állították helyre Somkeréki Erdélyi István költségén. A birtok 1609-ben Kamuti Balázs kezére került, aki kastéllyá alakíttatta át az apátság épületét. Utóbb a birtok a fejedelmi kincstár kezelésébe került. Az 1658–1661 közötti török-tatár dúlás végleg elpusztította a templomot. Az önálló erdélyi fejedelemség megszünte után a birtok ismét a jezsuitáké lett, de mivel a rend időközben új templomot, rendházat és iskolát építtetett Kolozsváron, ennek a templomnak a jelentősége csökkent.
Az 1658–1661 közötti időszakban a tatárdúlás okozott ismét súlyos károkat az épületben; ezt követően Kemény Simon özvegye, Perényi Katalin újíttatta meg. 1704-ben, a Rákóczi-szabadságharc során az épület állapota megint romlott, a templom leégett, csak a szentély maradt épen. A rend 1773-ban történt feloszlatása után 1782-től katonai raktár lett; 1787-ben magtárként használták. 1794–95-ben ugyan még megjavították a fedelét, de a következő évszázadban 1818-tól köveinek nagy részét Rudnay Sándor püspök engedélyével elhordták, és a Királyi Líceum építésénél használták fel. Az épületből csak a szentély maradt meg, amelyet 1819-ben kápolnává alakítottak át. A templom hajóját 1896-ban az Erdélyi Római Katolikus Státus építtette újjá neogótikus stílusban. 1918-ban egy villámcsapás következtében megrongálódott a tetőzet, és megcsúszott a főbejárat boltíve; a helyreállítás következtében az épületre villámhárítót szereltek. A Kós Károly által tervezett harangláb 1922-ben épült.
1924. április 27-én az Erdélyi Római Katolikus Státus a templomot 25 évi használatra, 1949. május 1-jéig átengedte a görögkatolikusoknak, évi 100 lej jelképes bérleti díj fejében, a tulajdonjog fenntartásával, kizárólag istentiszteleti, illetve egyházi használatra. Miután 1948. december 1-jén a görögkatolikus egyházat megszüntették, és vagyonát a román állam vette át, 1948–1994 között román ortodox templomként működött. 1991 és 1994 között a római katolikusok is misézhettek itt, majd 1994 júliusától teljes egészében a római katolikus egyházé lett. Az 1994 után történt – állami támogatás nélkül végzett – kiemelkedően szép restaurálás Europa Nostra-díjat eredményezett. A helyreállított templomot 1997. június 20-án Jakubinyi György gyulafehérvári érsek szentelte fel Nagyboldogasszony tiszteletére. 2014-ben a kápolna körüli támfalak megerősítésére volt szükség az omlásveszély miatt; egyúttal csatornázási és szigetelési munkákat is végeztek.

### Apátok listája
Ha az apáti méltóság betöltője nem volt a bencés rend tagja, akkor gubernátornak vagy kommendátornak nevezték, de a jogköre azonos volt a szerzetes apátokéval; hatalma egyaránt kiterjedt az apátság vagyonára és a rend életének kérdéseire is.
| Név                                                 | Tisztségviselés ideje | Megjegyzés |
| --------------------------------------------------- | --------------------- | --- |
| László apát                                         | 1220 körül            | |
| Lázár apát                                          | 1290?–1307?           | Neve 1313–1314-ben is előfordul, de olyan iratokban, amelyek utóbb hamisítványnak bizonyultak.                                                                               |
| Haidenricus apát                                    | 1308?–1315?           | |
| Miklós apát                                         | 1315–1327?            | 1319–1333 között pannonhalmi apát is, távolléte alatt Broda Miklós szerzetes helyettesítette.                                                                                |
| István klerikus, kommendátor                        | 1327?–1332            | Méltatlan életmódja miatt XXII. János pápa eltávolította az apátságból. |
| Pál nándorfehérvári püspök, kommendátor             | 1332–1337             | XXII. János pápa jövedelemkiegészítés címén egyesítette a kolozsmonostori apátságot a nándorfehérvári püspökséggel.                                                          |
| János apát                                          | 1338–1345?            | A bencés rend XII. Benedek pápa által 1336-ban végrehajtott reformja során az apátság visszakerült a rend irányítása alá.                                                    |
| Jordanus apát                                       | 1346?–1350?           | |
| Bereck apát                                         | 1350?–1356            | |
| Czudar László apát                                  | 1356–1360             | A régebbi irodalom szerint még 1361-ben is ő volt az apát; de a forrásnak tartott oklevél utóbb hamisítványnak bizonyult.                                                    |
| Ottó apát                                           | 1361–1383             | |
| László apát                                         | 1383–1385             | |
| Pál apát                                            | 1385–1407             | |
| Fridel apát                                         | 1407–1408             | |
| Albeni Henrik apát                                  | 1407–1421             | |
| [Dobó?] Balázs apát                                 | 1421–1424             | |
| Antal apát                                          | 1424–1451             | |
| Rápolti Gothárd gubernátor                          | 1452–1457             | |
| Lukács apát                                         | 1458–1460             | |
| Gorzeres Bertalan királyi orvos, gubernátor         | 1460–1461             | A konvent bitorlónak tekintette a gubernátort, aki 1461-ben a rend nyomására lemondott.                                                                                      |
| Dengelegi Pongrácz László gubernátor                | 1461–1463             | |
| Pécsváradi Péter apát                               | 1463–1481             | |
| Lőrinc boroszlói kanonok, kommendátor               | 1481–1482?            | |
| Dengelegi Pongrácz Mátyás gubernátor                | 1482?–1490?           | |
| Polnar Péter apát                                   | 1490–1495             | |
| Polnar Gábor boszniai püspök, apát                  | 1495–1501             | |
| Tomori Pál jószágigazgató, gubernátor               | 1501–1520             | Az előző apát halála után II. Ulászló kincstári uradalomként magának tartotta meg az apátságot és a kincstár személyzetéhez tartozó jószágigazgatót rendelt az igazgatására. |
| Bornemisza Márton apát                              | 1511 körül            | A tényleges hatalmat Tomori Pál gyakorolta, a szerzetesek által választott apát ebben az időszakban alárendelt szerepet játszott.                                            |
| Nagyszombati Márton apát                            | 1518–1519             | A tényleges hatalmat Tomori Pál gyakorolta, a szerzetesek által választott apát ebben az időszakban alárendelt szerepet játszott.                                            |
| Sági János apát                                     | 1519                  | A tényleges hatalmat Tomori Pál gyakorolta, a szerzetesek által választott apát ebben az időszakban alárendelt szerepet játszott.                                            |
|                                                     | 1521–1525             | Tókus/Tomori István jószágigazgató (1521–1523); Kálnai András jószágigazgató (1523–1525)                                                                                     |
| Szepekth Miklós apát                                | 1525. november        | |
| Czibak Imre gubernátor                              | 1526. május           | |
| Gervan János csanádi püspök, apát                   | 1526–1529             | |
|                                                     | 1529–1530             | Szapolyai János kincstári birtokként kezeltette az apátságot, az irányítással Gyerőmonostori Kemény János jószágigazgatót bízta meg.                                         |
| Czibak Imre gubernátor                              | 1530?–1534            | |
| Sárvári/Tomori Miklós gubernátor                    | 1534–1539             | |
| Martinuzzi Fráter György váradi püspök, gubernátor  | 1539–1551             | |
| Meggyesi Székely Ferenc csanádi püspök, kommendátor | 1553                  | |
| Kolozsvári János apát, csanádi püspök               | 1554–1556             | |

## Leírása
A földvár délkeleti oldalán a bejáratnál baloldalt a Kós Károly tervezte harangláb, jobboldalt az 1831-ben épült klasszicista Kálvária-kápolna (hivatalos nevén Kálvária-kegykép) található. A harangláb a görögkatolikus egyház felkérésére készült, formája a regáti tornyokat idézi. Az északnyugati részen a régészeti feltárások által feltárt erődítésmaradványok, a déli részen 19. századi síremlékek helyezkednek el, köztük az 1849-ben kivégzett Tamás András honvéd alezredesé. (1893-ban az Erdélyi Római Katolikus Státus és az erdélyi püspökség az ide temetkezést megtiltotta.) A templomhoz vezető utat a Jézus szenvedéseit idéző 14 fehér kőkereszt szegélyezi, amelyet a görögkatolikus egyház állíttatott.
Maga a templom a gótika korai szakaszának stílusjegyeit viseli tagolatlan falfelületeivel és egyszerű részleteivel. Az eredeti állapotban fennmaradt, a nyolcszög három oldalával záródó gótikus szentély a jelenleg látható formájában a 15. század második felében épült; az északról csatlakozó sekrestye utólagos hozzáillesztés. A támpillérek nélküli, törtkövekből épített szentély sarkait vízvetők díszítik; az éleket kváderkövek hangsúlyozzák. Homlokzatán öt magas ablak található, ezek közül a keletiek és a délkeleti a régiek, a déli oldalon levő kettő a 19. századból származik. A szentély déli oldalán egy kőszemöldök alatt 15. századi római számjegyes napóra található, amelyről újabban azt feltételezik, hogy Antal apát idején készült. A délkeleti falon román stílusú oroszlános dombormű látható, amely az Árpád-házi királyok jogar-oroszlánjára emlékeztet; ezt az 1890-es évek közepén végzett felújításkor falazták ide. A szentély melletti dongaboltozatos sekrestyét szintén 15. századinak tartják.
A négyszög alakú, neogótikus hajó kváderkövekből épült a 19. században, felhasználva az apátság régebbi épületének köveit. Ablakai a szentély ablakait másolják. Az 1895-96-ban végzett felújításkor a hajó boltozatát megemelték. A templomhajó nyugati oldalán levő főkaput a 19. században az eredeti nyomán faragták újra. (Az eredetit a kolozsvári Történelmi Múzeum őrzi.) Vimpergával ellátott oromzatát levelek és virágok díszítik; a portálé felett eklektikus Madonna-szobor áll, Bertha Mihály kolozsvári kőfaragó műve. A bejárat két oldalán egy-egy kőtáblán az épület történetének rövid összefoglalása olvasható latin nyelven.
A templomban 2008 óta tizennégy bronz dombormű található, Korondi Jenő művei, melyek a keresztút stációit ábrázolják.
A templom orgonáját eredetileg a szászdályai templom számára készítette 1792-ben Samuel Joseph Maetz mester; az ottani erdélyi szász lakosság elfogyását követően 1995-ben bontották le, és az 1998-as restaurálás során helyezték a szentélybe.
A templom a romániai műemlékek jegyzékében a CJ-II-m-A-07396 sorszámon szerepel.